# Grotte de Hautecourt
La grotte de Hautecourt est une grotte du massif du Jura. Elle se situe dans la commune de Hautecourt-Romanèche (Ain), dans la région du Revermont, sur la façade occidentale du Jura méridional, à 443 mètres d'altitude. 
La réserve naturelle nationale de la grotte de Hautecourt a été créée en 1980. Il s'agit de la première réserve naturelle nationale souterraine créée en France.

## Description
La grotte se présente comme un réseau souterrain fossile creusée dans des calcaires compacts du portlandien. Tari lors des saisons sèches et parcouru par une très faible circulation d’eau en période pluvieuse, la grotte débute par un vaste porche donnant sur la salle « du haut », puis sur un couloir très pentu débouchant sur un système de grandes salles à peu près horizontales et possédant quelques cheminées remontant jusqu’à une vingtaine de mètres sous la surface. La longueur totale des galeries de la grotte de Hautecourt est d’environ 150 mètres et sa profondeur totale de 36 mètres.

## Explorations
Des inscriptions retrouvées dans la grotte prouvent que celle-ci avait déjà été partiellement explorée en 1631 par le marquis de Coligny et en 1781 par le chevalier de Loubat de Bohan et Monsieur de Varennes
Selon de vieilles légendes locales, la grotte était réputée être la demeure du diable. C'est, dit-on, pour combattre ces superstitions qu'en 1848, l'abbé Perrodin explora la grotte avec l'aide de deux enfants du village. Encordé, l'abbé parviendra à descendre à 75 mètres de profondeur jusqu’à la salle principale.
L'article de presse dans lequel il relata son expédition et la beauté de la grotte attira de nombreux curieux, au point qu’en 1849 la commune fit murer l’entrée, installer des échelles et payer l’entrée aux visiteurs.

## Faune
La grotte de Hautecourt héberge une faune invertébrée terrestre et aquatique caractéristique et un patrimoine géologique fragile. Protégée des fréquentations humaines et du vent, la grotte de Hautecourt est un gîte idéal pour les chauves-souris. La liste des espèces recensées dans la réserve s'élève à 184 taxons, sans compter les microorganismes, et renferme 21 espèces protégées par une ou plusieurs conventions.

## Protection
La grotte de Hautecourt, seule grotte classée pour protéger une faune strictement cavernicole, n’est pas ouverte au public afin de préserver cette faune souterraine très sensible.
La réserve naturelle nationale de la grotte de Hautecourt a été créée le 10 septembre 1980 sous l'impulsion de René Ginet. Elle est constituée de la cavité souterraine et la surface du territoire recouvrant la grotte.
Elle est également une zone naturelle d'intérêt écologique, faunistique et floristique de type I et fait partie du réseau Natura 2000.